# Juegos Panafricanos de 1965
Los I Juegos Panafricanos se celebraron en Brazzaville (República del Congo), del 18 al 25 de julio de 1965, bajo la denominación Brazzaville 1965.
Participaron un total de cerca de 2500 deportistas representantes de 29 países africanos. El total de competiciones fue de 53 repartidas en 10 deportes.

## Medallero
| Núm. | País                  | Oro | Plata | Bronce | Total |
| ---- | --------------------- | --- | ----- | ------ | ----- |
| 1    | República Árabe Unida | 17  | 10    | 3      | 30    |
| 2    | Nigeria               | 9   | 6     | 4      | 19    |
| 3    | Kenia                 | 8   | 11    | 4      | 23    |
| 4    | Senegal               | 6   | 3     | 7      | 16    |
| 5    | Costa de Marfil       | 5   | 2     | 5      | 12    |
| 6    | Argelia               | 2   | 3     | 6      | 11    |
| 6    | Ghana                 | 2   | 3     | 6      | 11    |
| 8    | Mali                  | 2   | 1     | 0      | 3     |
| 9    | Túnez                 | 1   | 5     | 6      | 12    |
| 10   | Camerún               | 1   | 2     | 2      | 5     |
| 10   | Congo-Brazzaville     | 1   | 2     | 2      | 5     |
| 12   | Madagascar            | 0   | 2     | 4      | 6     |
| 13   | Uganda                | 0   | 1     | 4      | 5     |
| 14   | Alto Volta            | 0   | 1     | 1      | 2     |
| 15   | Chad                  | 0   | 0     | 3      | 3     |
| 16   | Gabón                 | 0   | 0     | 3      | 3     |
| 17   | Togo                  | 0   | 0     | 2      | 2     |
| 18   | Congo-Léopoldville    | 0   | 0     | 1      | 1     |
| 18   | Etiopía               | 0   | 0     | 1      | 1     |
| 18   | Níger                 | 0   | 0     | 1      | 1     |
| 18   | Tanzania              | 0   | 0     | 1      | 1     |
| 18   | Zambia                | 0   | 0     | 1      | 1     |
| TOT  |                       | 53  | 53    | 70     | 176   |

| Predecesor: No hay | I Juegos Panafricanos 1965 | Sucesor: Lagos 73 |

- Datos: Q1210658
- Multimedia: 1965 All-Africa Games / Q1210658